# Tragopa punctatissima
Tragopa punctatissima är en insektsart som beskrevs av Leon Fairmaire. Tragopa punctatissima ingår i släktet Tragopa och familjen hornstritar. Inga underarter finns listade i Catalogue of Life.